# Federazione di rugby a 15 delle Isole Cook
La Cook Islands Rugby Union, conosciuta anche con l'acronimo CIRU, è l'organismo di governo del rugby a 15 e delle discipline derivate (es. rugby a 7) nelle Isole Cook.
Fondata nel 1989, si affiliò all'International Rugby Board, l'allora federazione internazionale (oggi World Rugby), nel 1995. L'unione è membro a pieno titolo dell'Oceania Rugby, organismo di governo del rugby a 15 in Oceania, dal 2000, anno della sua costituzione.
Insieme ad altre union oceaniche, negli anni duemila fece parte della confederazione rugbistica Pacific Islands Rugby Alliance, che governò la selezione internazionale Pacific Islanders; il primo ed unico giocatore cookese selezionato fu Tu Tamarua nel 2004.